# Sveučilište u Zagrebu
Sveučilište u Zagrebu (lat. Universitas Studiorum Zagrabiensis) najstarije je sveučilište s neprekidnim djelovanjem u Hrvatskoj i među najstarijima je u Europi. Sveučilište je 2019. godine proslavilo 350 godina postojanja. Jedino je javno sveučilište u sjevernoj i središnjoj Hrvatskoj uz Sveučilište Sjever. 

## Povijest

### Sveučilište u Zagrebu
Povijest Sveučilišta u Zagrebu seže u srednji vijek, kad su zagrebački biskup Stjepan II. Babonić (1225. – 47.) i bl. Augustin Kažotić (1303. – 22.) radili na uspostavi studija bogoslovije i filozofije. Pravi početci visokog školstva javnog karaktera javljaju se 1607. godine otvaranjem isusovačke gimnazije na kojoj je započeo filozofski studij 1662. godine. Službenim početkom Sveučilišta u Zagrebu smatra se 23. rujna 1669. godine, kad su diplomom rimskog cara i ugarsko-hrvatskog kralja Leopolda I. priznati status i povlastice sveučilišne ustanove tadašnjoj isusovačkoj Akademiji u slobodnom kraljevskom gradu Zagrebu. 
Od 1669. godine Filozofski studij u Zagrebu počinje i formalno-pravno djelovati kao Neoacademia Zagrabiensis, javnopravna visokoškolska ustanova. Akademija ostaje u rukama isusovaca više od jednog stoljeća, do godine 1773., kad papa Klement XIV. raspušta taj red. Godine 1776. carica i kraljica Marija Terezija dekretom osniva Kraljevsku akademiju znanosti (Regia scientiarum academia) s tri studija ili fakulteta: Filozofskim, Bogoslovnim i Pravnim. Ta Akademija je 1850. godine ukinuta, ali djeluje kao Pravoslovna akademija sve do osnutka modernog Sveučilišta u Zagrebu.
Iako su se organizacijski oblici mijenjali, do godine 1874. ona ostaje najvišom školskom ustanovom u Hrvatskoj i Slavoniji, ustanovom koja je obrazovala većinu hrvatske inteligencije. Na poticaj velikog mecene hrvatske prosvjete, kulture i umjetnosti biskupa Josipa Jurja Strossmayera Hrvatski sabor 1861. donosi zakonsku osnovu o Sveučilištu u Zagrebu.
U vrijeme svoga boravka u Zagrebu 1869. godine car Franjo Josip I. potpisao je zakonski članak koji 5. siječnja 1874. godine dobiva vladarevu sankciju. Na temelju toga hrvatski je ban Ivan Mažuranić 19. listopada 1874. godine svečano otvorio moderno Sveučilište u Zagrebu. U njegovu su sastavu tada djelovala četiri fakulteta: Pravni, Bogoslovni, Filozofski i Medicinski. 
Prva su dva već bila organizirana: Pravni u okviru bivše Pravoslovne akademije, a Bogoslovni u okviru sjemeništa. Mudroslovni fakultet započeo je svoj rad akademske godine 1874./1875. U njegovu je sastavu u početku djelovalo šest katedri (za filozofiju, opću povijest, hrvatsku povijest, slavensku filologiju, klasičnu filologiju latinsku i klasičnu filologiju grčku), bila su zaposlena šestorica profesora, a upisano 26 studenata. Iz katedara su se postupno razvijali odjeli, odnosno odsjeci kao složenije znanstveno-nastavne jedinice s više katedara. 
Nakon Prvog svjetskog rata počinje osnivanje većeg broja fakulteta na Sveučilištu. 
Tako je sljedeći osnovani fakultet bio Gospodarsko-šumarski fakultet, osnovan 31. kolovoza 1919., nastao spajanjem Višeg gospodarskog učilišta u Križevcima i Šumarske akademije u Zagrebu. Fakultet je otpočeo s radom akademske godine 1919./20., sa Šumarskim i Gospodarskim odjelima. 
Dalje je, 7. prosinca 1924., osnovan Veterinarski fakultet, koji je godinama bio jedini fakultet te vrste u bivšim državama. 
U istom razdoblju, konkretno u lipnju 1920., osnovana je Visoka škola za trgovinu i promet, koja je 1925. preimenovana u Ekonomsko-komercijalnu visoku školu, a 1947. postaje Ekonomski fakultet. 
Visoka tehnička škola, unatoč ranijim dugogodišnjim zahtjevima, osnovana je tek 1918., a s redovitim radom otpočinje 1919. U svom okviru, imala je devet odjela i to redom: arhitektonski, građevinski, kulturno-tehnčki, strojarski, električki, brodograđevinski, brodostrojarski, kemijsko-inženjerski i geodetski.
Sveučilište u Zagrebu danas čini 29 fakulteta, 3 akademije, jedan interdisciplinarni studij i jedan sveučilišni centar, te Sveučilišni računski centar i studentski centri u Zagrebu, Sisku i Varaždinu.
Odluku o osnivanju Studentskog doma u Zagrebu donijelo je Sveučilišno vijeće 26. ožujka 1960., a potvrdio ju je Sveučilišni savjet. Time je odlučeno o osnivanju "STUDOM-a" kao objekta u kojem će stanovati studenti zagrebačkog sveučilišta. Iz toga je niknula i danas prisutna djelatnost koja brine za izgradnju novih studentskih objekata i odmarališta.
Godine 1999. na sjednici Senata Sveučilište prihvaćeno je uvođenje Europskoga sustava prijenosa bodova (European Credit Transfer System - ECTS). Godine 2001., nakon pristupa Hrvatske Bolonjskoj deklaraciji, ovaj je sustav prihvaćen na svim sveučilištima u državi.

### Studentski centar Zagreb
Budući da je početkom 20. stoljeća visokoškolska mreža u Hrvatskoj bila slabo razvijena, sve više studenta iz različitih krajeva počelo je upisivati fakultete na Sveučilištu u Zagrebu. Zbog toga se javila potreba za izgradnjom smještaja (domova i menzi) za studente, a studentima su dana i materijalna sredstva, najčešće u obliku stipendija, te je uvedeno sufinanciranje prehrane. Uloga Studentskog centra osiguravanje je prehrane, smještaja te zadovoljavanje kulturnih, umjetničkih, intelektualnih, obrazovnih, duhovnih, športsko-rekreacijskih, zabavnih i drugih potreba studenata. 
Vjerojatno najaktivnije razdoblje u radu studentskog centra predstavlja organizacija Univerzijade u Zagrebu 1987. Ona je predstavljala najveće sportsko natjecanje te godine u svijetu, ali i u Republici Hrvatskoj do tada.
Na prostoru današnjeg Studenskog centra (SC) nalazio se sajamski prostor na kojem su održavane modne revije, sajmovi automobila, tehničkih dostignuća i inovacija i slično. Od 1936. do 1938. godine izgrađena je većina objekata od kojih se i danas sastoji SC:
- Paviljon A (Administrativno-upravni objekt)
- Paviljon B (Ekonomski objekt)
- Paviljon C i D (objekt Kina, restorana, Student servisa, knjižnice, učionice, Kluba)
- Paviljon E - srušen kod izgradnje SC-a
- Paviljon F - urušio se i izgorio 1997.
- Paviljon G (dio Teatra &TD)
- Paviljon K (Ekonomski objekt)
- Talijanski paviljon (Teatar &TD)
- Francuski paviljon (skladišni prostor SC-a)
- Čehoslovački paviljon (Multimedijalni centar)
- Natkriveno drveno parkiralište (Ekonomski objekt)

Sveučilišni odbor Saveza studenata (SO SS) začeo je ideju o osnivanju Studentskog centra, a 1. lipnja 1957. godine donesena je odluka i rješenje o njegovu osnivanju. SO SS založio se i za stvaranje Biroa za zapošljavanje studenata (današnji Student servis) kako bi studenti koji ne dobivaju stipendiju mogli honorarno raditi. Godine 1958. počela je izgradnja SC-a i SC je dobio status ustanove sa samostalnim financiranjem. Tek krajem 1958. godine odobren je program i sredstva za adaptaciju SC-a te je to označilo i konačnu društvenu potvrdu projekta osnivanja SC-a. 15. travnja 1959. godine predsjednik Narodnog odbora grada Zagreba, Većeslav Holjevac, svečano je otvorio SC. Niti mjesec dana nakon otvaranja studenti su prosvjedovali zbog loše hrane te je SC posjetio i sam Josip Broz Tito koji je kritizirao prosvjede kao politički motivirane.

## Međunarodne sveučilišne mreže
Sveučilište danas sudjeluje u radu nekoliko sveučilišnih mreža: AUF, CASEE, DRC, EUA, IAU, RCAA, SEFI i UNICA.

## Sastavnice
| Prirodoslovno područje - Prirodoslovno-matematički fakultet u Zagrebu - Biološki odsjek - Fizički odsjek - Geofizički odsjek - Geografski odsjek - Geološki odsjek - Kemijski odsjek - Matematički odsjek Tehničko područje - Arhitektonski fakultet u Zagrebu - Studij dizajna - Fakultet elektrotehnike i računarstva u Zagrebu - Fakultet kemijskog inženjerstva i tehnologije u Zagrebu - Fakultet prometnih znanosti u Zagrebu - Fakultet strojarstva i brodogradnje u Zagrebu - Geodetski fakultet u Zagrebu - Geotehnički fakultet u Varaždinu - Građevinski fakultet u Zagrebu - Grafički fakultet u Zagrebu - Metalurški fakultet u Sisku - Rudarsko-geološko-naftni fakultet u Zagrebu - Tekstilno-tehnološki fakultet u Zagrebu Biomedicinsko područje - Farmaceutsko-biokemijski fakultet u Zagrebu - Medicinski fakultet u Zagrebu - Stomatološki fakultet u Zagrebu - Veterinarski fakultet u Zagrebu | Biotehničko područje - Agronomski fakultet u Zagrebu - Prehrambeno-biotehnološki fakultet u Zagrebu - Fakultet šumarstva i drvne tehnologije u Zagrebu Društveno područje - Edukacijsko-rehabilitacijski fakultet u Zagrebu - Ekonomski fakultet u Zagrebu - Fakultet organizacije i informatike u Varaždinu - Fakultet političkih znanosti u Zagrebu - Kineziološki fakultet u Zagrebu - Pravni fakultet u Zagrebu - Učiteljski fakultet Sveučilišta u Zagrebu - Učiteljski fakultet - Središte u Čakovcu - Učiteljski fakultet - Središte u Petrinji Humanističko područje - Fakultet filozofije i religijskih znanosti - Filozofski fakultet u Zagrebu - Katolički bogoslovni fakultet u Zagrebu - Fakultet hrvatskih studija Umjetničko područje - Akademija dramske umjetnosti u Zagrebu - Akademija likovnih umjetnosti u Zagrebu - Muzička akademija |

## Rektori
1. Matija Mesić (1874. – 1875.)
2. Stjepan Spevec (1875. – 1876.)
3. Anton Kržan (1876. – 1877.)
4. Kosto Vojnović (1877. – 1878.)
5. Franjo Maixner (1878. – 1879.)
6. Franjo Iveković (1879. – 1880.)
7. Aleksandar Bresztyenszky (1880. – 1881.)
8. Franjo Marković (1881. – 1882.)
9. Feliks Suk (1882. – 1883.)
10. Blaž Lorković (1883. – 1884.)
11. Đuro Pilar (1884. – 1885.)
12. Gustav Baron (1885. – 1886.)
13. Franjo Vrbanić1 (1886. – 1887.)
14. Tadija Smičiklas (1887. – 1888.)
15. Antun Franki (1888. – 1889.)
16. Luka Marjanović (1889. – 1890.)
17. Natko Nodilo (1890. – 1891.)
18. Ivan Bujanović1 (1891. – 1892.)
19. Josip Pliverić1 (1892. – 1893.)
20. Vinko Dvoržak (1893. – 1894.)
21. Antun Maurović (1894. – 1895.)
22. Franjo Spevec (1895. – 1896.)
23. Armin Pavić (1896. – 1897.)
24. Juraj Dočkal (1897. – 1898.)
25. Josip Šilović (1898. – 1899.)
26. Đuro Arnold (1899. – 1900.)
27. Rudolf Vimer (1900. – 1901.)
28. Franjo Vrbanić1 (1901. – 1902.)
29. Vjekoslav Klaić (1902. – 1903.)
30. Ivan Bujanović1 (1903. – 1904.)
31. Josip Pliverić1 (1904. – 1905.)
32. Antun Heinz (1905. – 1906.)
33. Antun Bauer (1906. – 1907.)
34. Milivoj-Klement Maurović (1907. – 1908.)
35. Gustav Janeček (1908. – 1909.)
36. Josip Volović (1909. – 1910.)
37. Julije Rorauer (1910. – 1911.)
38. Julije Domac (1911. – 1912.)
39. Josip Pazman (1912. – 1913.)
40. Edo Lovrić1 (1913. – 1914.)
41. Đuro Korbler (1914. – 1915.)
42. Fran Barac (1915. – 1916.)
43. Ernest Miler1 (1916. – 1917.)
44. Julije Golik (1917. – 1918.)
45. Ivan Angelo Ruspini (1918. – 1919.)
46. Ladislav Polić1 (1919. – 1920.)
47. Karlo Radoničić (1920. – 1921.)
48. Vladimir Varićak (1921. – 1922.)
49. Đuro Nenadić (1922. – 1923.)
50. Stjepan Zimmerman (1923. – 1924.)
51. Ladislav Polić1 (1924. – 1925.)
52. Drago Perović (1925. – 1926.)
53. Ernest Miler1 (1926. – 1928.)
54. Josip Belobrk (1928. – 1932.)
55. Albert Bazala (1932. – 1933.)
56. Đuro Stipetić (1933. – 1935.)
57. Stanko Hondl (1935. – 1937.)
58. Edo Lovrić1 (1937. – 1938.)
59. Andrija Živković (1938. – 1940.)
60. Stjepan Ivšić (1940. – 1943.)
61. Božidar Špišić (1943. – 1944.)
62. Stjepan Horvat (1944. – 1945.)
63. Andrija Štampar (1945. – 1946.)
64. Grga Novak (1946. – 1947.)
65. Andrija Mohorovičić (1947. – 1949.)
66. Marko Kostrenčić (1949. – 1950.)
67. Antun Barac (1950. – 1951.)
68. Franjo Bošnjaković (1951. – 1952.)
69. Teodor Varićak (1952. – 1953.)
70. Željko Marković (1953. – 1954.)
71. Hrvoje Iveković (1954. – 1956.)
72. Zoran Bujas (1956. – 1958.)
73. Marijan Horvat (1958. – 1960.)
74. Vladimir Serdar (1960. – 1963.)
75. Slavko Macarol (1963. – 1966.)
76. Jakov Sirotković (1966. – 1968.)
77. Ivan Supek (1968. – 1972.)
78. Predrag Vranicki (1972. – 1976.)
79. Drago Grdenić (1976. – 1978.)
80. Ivan Jurković (1978. – 1982.)
81. Zvonimir Krajina (1982. – 1986.)
82. Vladimir Stipetić (1986. – 1988.)
83. Zvonimir Šeparović (1988. – 1990.)
84. Marijan Šunjić (1990. – 1998.)
85. Branko Jeren (1998. – 2002.)
86. Tomislav Ivančić2
87. Helena Jasna Mencer (2002. – 2006.)
88. Aleksa Bjeliš (2006. – 2014.)
89. Damir Boras (2014. – 2022.)
90. Stjepan Lakušić (2022. – danas)

napomena:
1 rektori s dvama, neuzastopnim mandatima

2 izabran, no dao ostavku prije stupanja na dužnost

## Počasni doktorati
| - Tadija Smičiklas, 1913. - Eugen Habsburški, 1915. - Svetozar Borojević, 1915. - Matija Stepinac, 1918. - Robert William Seton-Watson, 1920. - Milan Rojc, 1920. - Tomáš Garrigue Masaryk, 1920. - Frane Bulić, 1921. - Vladimir Mažuranić, 1925. - Nikola Tesla, 1926. - Antun Akšamović, 1926. - Dragutin Gorjanović Kramberger, 1927. - Slobodan Jovanović, 1927. - Đuro Arnold, 1930. - Milan Jovanović Batut, 1931. - Slavko Zimmerman, 1934. - Nikola Jagić, 1936. - Lavoslav Ružička, 1940. - Vladimir Nazor, 1946. - Vladimir Prelog, 1952. - Stepan Prokopovič Timošenko, 1956. - Niels Henrik David Bohr, 1958. - Robert Robinson, 1960. - Mislav Demerac, 1960. - Alfons Kauders, 1960. - Božo Milanović, 1962. - Pavao Butorac, 1964. - Sarvepalli Radhakrishnan, 1965. - Julije Budisavljević, 1968. - Fran Kogoj, 1968. - Josip Broz Tito, 1969. - Lev Andrejevič Arcimovič, 1969. - Ernest Bloch, 1969. | - David Cuthbertson, 1969. - Giacomo Devoto, 1969. - Werner Karl Heisenberg, 1969. - Dorothy Crowfoot Hodgkin, 1969. - Roman Jacobson, 1969. - Győrgy Lukács, 1969. - Nikolaus Pevsner, 1969. - André Vaillant, 1969. - Franjo Kuharić, 1970. - Franz König, 1970. - Karlo Balić, 1970. - Vilim Keilbach, 1970. - Ivan Ostojić, 1970. - Mijo Škvorc, 1970. - Antun Zaninović, 1970. - Đorđe Mano-Zisi, 1970. - Anton Slobodnjak, 1970. - Vjekoslav Štefanić, 1970. - Fran Bošnjaković, 1970. - Stanko Šilović, 1970. - Anton Dolenc, 1970. - Josip Lončar, 1970. - Željko Kovačević, 1970. - Vinko Mandekić, 1970. - Albert Ogrizek, 1970. - Alois Tavčar, 1970. - Charles Herbert Best, 1976. - Karol Borsuk, 1976. - Heinz Ellenberg, 1976. - Henri Lefevbre, 1976. - Vladimir Bakarić, 1977. - Jean-Marie Péres, 1978. - Helmut Wolf, 1981. | - Jakov Blažević, 1981. - Branko Fučić, 1985. - Jean Dausset, 1985. - Victor Papanek, 1985. - Ermin Teply, 1987. - Primo Nebiolo, 1987. - Cornelius C. A. Voskuil, 1987. - Štefan László, 1987. - Marija A. Pantelić, 1988. - Rudolf Karl Zahn, 1988. - Linus Pauling, 1988. - Ćiril Kos, 1989. - Živan Bezić, 1989. - Herman Northrop Frye, 1990. - Alois Mock, 1993. - Johann G. Reissmüller, 1995. - Paško Rakić, 1997. - Süleyman Demirel, 1997. - Egon Matijević, 1998. - William J. Perry, 1998. - Margaret Thatcher, 1998. - Kathleen Vaughan Wilkes, 2001. - Robert Badinter, 2003. - Jacques Friedel, 2008. - Albert Fert, 2008. - Branko Lustig, 2009. - Stanko Lasić, 2015. - Dragan Čović, 2018. - Daniel Hagège, 2018. |